# كريسماس أمهات سيئات (فلم)
كريسماس الأمهات السيئات (بالإنجليزية: A Bad Moms Christmas) هو فيلم كوميدي تم إنتاجه في الولايات المتحدة وصدر في سنة 2017. من بطولة ميلا كونيس وكريستين بيل وكاثرين هان وشيريل هاينز وجستن هارتلي.

## القصة
تحاول الأمهات الثلاث آيمي وكارلا وكيكي المثقلات بالأعباء الأسرية التأقلم مع الوضع بعدما تأتي والداتهن المهيبات لزيارتهن خلال عطلة الكريسماس، وهو ما يدخل ثلاثتهن في تحدي جديد من أجل الاحتفال بالكريسماس بالطريقة التي يفضلونها.

## الميزانية والإيرادات
بلغت تكلفة إنتاج الفيلم حوالي 28 مليون دولار بينما حقق إيرادات تقدر بـ 130.6 مليون دولار.

## وصلات خارجية
- مقالات تستعمل روابط فنية بلا صلة مع ويكي بيانات

لا توجد روابط لمواقع التواصل الاجتماعي.